# 甘珠尔苏木
甘珠尔苏木又名巴音塔拉苏木，是中华人民共和国内蒙古自治区呼伦贝尔市新巴尔虎左旗下辖的一个乡镇级行政单位。

## 行政区划
甘珠尔苏木下辖以下地区：
呼和温都尔嘎查、乌尔逊嘎查、巴音温都尔嘎查、巴音高勒嘎查、坤都仑嘎查、阿木古郎宝力格嘎查、阿木古郎布日德嘎查、伊和呼热嘎查、乌兰宝力格嘎查、巴音布日德嘎查、甘珠尔嘎查和巴音塔拉嘎查。